# Alabarda da caccia
L'alabarda da caccia era un'arma inastata diffusasi in Europa Centrale durante il Medioevo. Sviluppatasi come arma di difesa per i cacciatori contro le fiere, durante le operazioni di caccia grossa, era in buona sostanza un miscuglio tra il falcione e la normale alabarda.

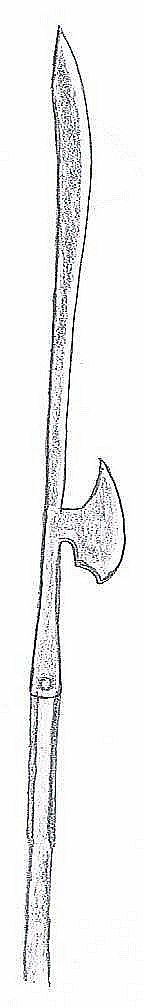
Alabarda da caccia